# ماريو أكونيا
ماريو أكونيا (21 مارس 1940 - 5 مارس 2009) هو باحث في مركز غودارد لرحلات الفضاء.
حصل على درجة البكالوريوس من جامعة كوردوبا الوطنية عام 1962 وعلى درجة الماجستير في الهندسة الكهربائية من جامعة توكومان الوطنية عام 1967 وعلى درجة الدكتوراة في فيزياء الفضاء من الجامعة الكاثوليكية الأمريكية في عام 1970.

## روابط خارجية
- ماريو أكونيا على موقع IMDb (الإنجليزية)